# Kaiser Chiefs' Easy Eighth Album
Kaiser Chiefs' Easy Eighth Album è l'ottavo album in studio del gruppo musicale inglese Kaiser Chiefs, pubblicato nel 2024.

## Tracce
1. Feeling Alright – 3:37
2. Beautiful Girl – 2:32
3. How 2 Dance – 2:43
4. The Job Centre Shuffle (featuring Hak Baker) – 3:00
5. Burning in Flames – 3:08
6. Reasons to Stay Alive – 3:04
7. Sentimental Love Songs – 2:44
8. Jealousy – 2:09
9. Noel Groove – 3:02
10. The Lads – 3:52